# SV TEC
SV TECことスポルトフェレニヒンフ・ティルセ・エーントラヒト・コンビナーティ（オランダ語: Sportvereniging Tielse Eendracht Combinatie）は、オランダ・ヘルダーラント州ティールを本拠地とするサッカークラブ。現在はトゥヴェーデ・ディヴィジに在籍している。

## 歴史
1924年6月1日、2つのクラブティールとアミカル・ティールが合併して設立された。
また、創設以降トゥヴェーデ・ディヴィジより上のディヴィジョンには参加できていない。

## 歴代所属選手
- ケミー・アグスティーン 2017